# 夫乙那

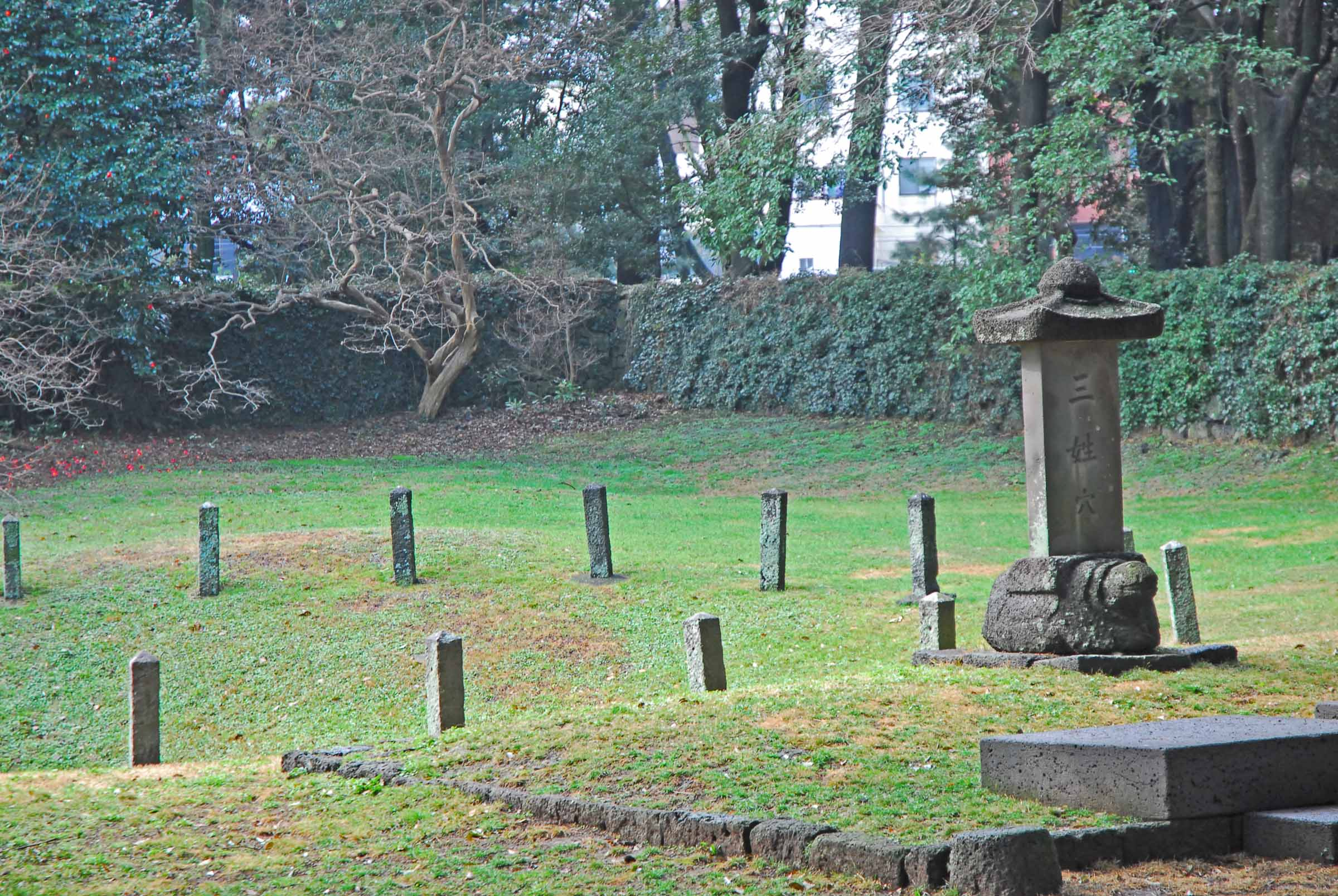
三姓穴

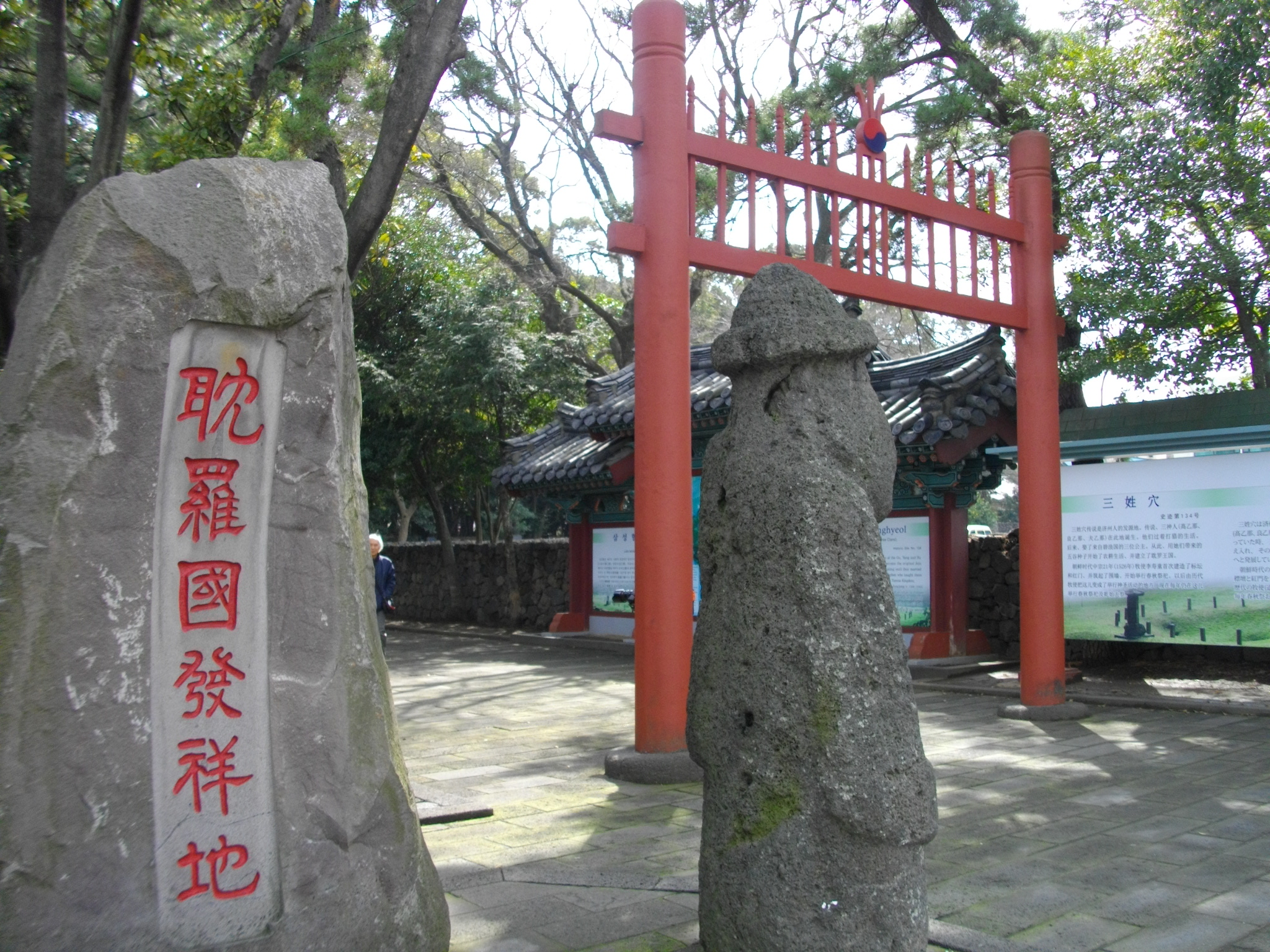
「耽羅国発祥地」の碑

夫乙那（ぶうるな、朝鮮語: 부을나、生没年不詳）は、古代済州島にあった耽羅国を建国した三神人の1人である。朝鮮氏族の済州夫氏の始祖。

## 概要
『高麗史』地理志に引用された『古記（朝鮮語: 고기）』によると、太古、済州島の漢拏山の北山麓の毛興穴から、高乙那、良乙那の神人とともに湧きでできた。三神人は、狩りをしながら暮らしていたが、ある日、済州島の東海岸に木箱が漂着した。木箱には、三人の日本国王の娘、牛、馬、五穀の種が入っていた。三神人は、それぞれ日本国王の娘と結婚し、農業を営み、家畜を育てて子孫は栄えた。その後、三神人の十五世の孫三人が新羅に朝貢し、「星主」「星子」「都内」という称号を授与された。

## 夫乙那の史料分析
「三姓説話」の構成は、海洋的要素と岩穴神話の特徴をもっており、南方系神話の性格を有している。これは、殆どの朝鮮の始祖説話が北方系の天孫降臨説話であるのとは対照的である。
日本から済州島に流れ着いた日本国王の三姫君は船に積まれた赤紫色の箱に入っていた。古代朝鮮半島の諸国、伽羅や新羅の王統伝説でも、王が卵から生まれたとあり、また鶏の鳴き声とともに生まれたとか、卵を思わせる金色の箱や船に積まれた箱から生まれたとか、太陽光を思わせる紫色の縄などが登場する。また南洋諸島の一部では卵が椰子の実になっているところもあるといい、箱も卵も子宮と同じように中空構造の胎内を意味する。
古代済州島は独立国で、外部からは一般的にタムラ（耽羅）とかトムラと呼ばれ、他にもさまざまな名称で呼ばれたが、そのなかの一つに「瀛州」があった。「瀛州」は明らかに、中国神話で東方海上にあるとされる三神山「蓬萊、方丈、瀛州」の「瀛州」を意味している。そして『東国世紀』という文献には、蓬萊が金剛山、方丈が智異山、瀛州が漢拏山と記されているという。